# Niệu đạo
Niệu đạo là một bộ phận của hệ tiết niệu, nó là một ống dài nối từ bàng quang ra lỗ sáo (lỗ tiểu) để đưa nước tiểu ra ngoài. Ngoài ra ở đàn ông và động vật giống đực, nó còn có vai trò trong việc dẫn tinh dịch ra ngoài.

## Cấu trúc
a) Niệu đạo nữ:
- 1 chức năng: dẫn nước tiểu
- dài khoảng 3–5 cm
- Lỗ niệu đạo ngoài: chỗ hẹp nhất của niệu đạo, nằm giữa 2 môi bé sau âm vật trước lỗ âm đạo

b) Niệu đạo nam:
- 2 chức năng: dẫn nước tiểu và dẫn tinh
- dài khoảng 18–20 cm (gấp 6 lần nữ)
- 4 đoạn
  - Niệu đạo trước tiền liệt:
    - 1-1,5 cm, nằm trong cổ bàng quang
    - Chỉ tồn tại hi bàng quang đầy

  - Niệu đạo tiền liệt:
    - 2,5–3 cm, là phần giãn to nhất của niệu đạo
    - Có nhiều ống tuyến tiền liệt đổ vào

  - Niệu đạo màng:
    - 1,2 cm. Ngắn nhất và hẹp nhất
    - Từ mặt dưới tiền liệt tuyến đến hoành niệu dục

  - Niệu đạo xốp:
    - Đoạn dài nhất 12–15 cm
    - Đi trong hành xốp dương vật và ra lỗ niệu đạo ngoài [2]

## Một số bệnh liên quan

### Viêm niệu đạo
Viêm niệu đạo là tình trạng nhiễm trùng ở niệu đạo do sự xâm nhập của các loại vi khuẩn mà chủ yếu là vi khuẩn E.coli.
Viêm niệu đạo gây nên cảm giác nóng rát khi đi tiểu, đôi khi tiểu có mủ. Với nam giới, viêm niệu đạo có thể gây nên ra mủ ở lỗ sáo. Viêm niệu đạo không những gây ảnh hưởng tới việc bài tiết nước tiểu và tinh dịch, gây ra nhiều những rắc rối trong sinh hoạt của người bệnh mà nó còn là nguy cơ dẫn tới xuất tinh sớm, viêm bàng quang hay viêm tuyến tiền liệt, thậm chí là suy thận mãn tính hay vô sinh ở nam giới. Còn ở nữ giới, nếu bệnh để lâu ngày có thể dẫn tới vô sinh nữ do vòi dẫn trứng bị tắc.
Nguyên nhân
Những nguyên nhân chủ yếu là:
- Do việc vệ sinh âm đạo  không sạch sẽ, không đúng cách khiến cho các vi khuẩn từ bên ngoài xâm nhập vào và gây viêm tại niệu đạo.
- Quan hệ tình dục không an toàn là một trong những nguyên nhân gây ra bệnh viêm niệu đạo và các bệnh lây truyền qua đường tình dục.
- Do sử dụng các loại dung dịch vệ sinh, các loại xà phòng có nồng độ pH cao để sử dụng xịt rửa vùng kín.
- Đối với nam giới có thể bị viêm niệu đạo do sự tác động cơ học như nong niệu đạo, đặt ống thông tiểu sau phẫu thuật đường tiểu, thăm dò bàng quang, sau tán sỏi,…
- Đối với nữ giới do cấu tạo niệu đạo ngắn hơn của nam giới nên các vi khuẩn dễ dàng xâm nhập và gây bệnh.

Nguyên nhân gây viêm niệu đạo ở nữ giới
Có nhiều nguyên nhân khiến nữ giới bị mắc viêm niệu đạo nhiều hơn nam giới:
- Thứ nhất, do hệ thống tiết niệu có cấu tạo tương đối đặc biệt, niệu đạo của nữ giới ngắn, thẳng và rộng hơn nam giới, chỉ có 3–4 cm, nên vi khuẩn dễ dàng xâm nhập. Khoảng cách giữa lỗ niệu đạo với âm đạo và hậu môn của nữ giới lại rất gần, bất kể là ở xung quanh âm đạo hay hậu môn đều có một lượng lớn vi khuẩn, dịch âm đạo cũng là một cơ sở tương đối tốt tạo điều kiện cho vi khuẩn sinh sôi.
- Thứ hai, là do phụ nữ có những giai đoạn sinh lý đặc biệt, gồm kinh nguyệt và thời kỳ mang thai. Vệ sinh kém trong thời kỳ kinh nguyệt có thể là tác nhân gây viêm niệu đạo. Phụ nữ trong thời kỳ mang thai tử cung nở to sẽ đè lên bàng quang và ống dẫn niệu, thay đổi nội tiết cũng khiến ống dẫn niệu nở ra, co bóp chậm lại, làm cho nước tiểu chảy chậm hoặc hình thành tích dịch nhẹ. Đây chính là điều kiện cho vi khuẩn xâm nhập, sinh sôi và gây bệnh.

Cách phòng tránh viêm niệu đạo ở nữ giới
Bí quyết phòng tránh viêm niệu đạo nữ: Uống nhiều nước để đi tiểu nhiều hơn.
Nhiều bệnh nhân không dám uống nhiều nước vì viêm niệu đạo gây khó tiểu và nhiều triệu chứng khó chịu khi đi tiểu như nóng, rát, buốt... Điều này khiến cho nhiều người nhịn tiểu liên tục. Tuy nhiên, thường xuyên nhịn tiểu gây ra 2 hậu quả. Thứ nhất, thời gian nước tiểu chứa trong bàng quang dài, có một số vi khuẩn xâm nhập vào bên trong sẽ càng có nhiều thời gian sinh sôi và tấn công các bộ phận. Thứ hai, bàng quang căng đầy, áp lực tăng cao, nước tiểu sẽ ngược lên trên đến ống dẫn niệu, nếu vi khuẩn đã tấn công sẽ rất dễ xâm nhập lên trên dẫn đến viêm bể thận. Bởi vì nước tiểu có một vai trò rất quan trọng là đưa vi khuẩn ra ngoài cơ thể, vì vậy bạn nên uống nhiều nước để đi tiểu nhiều hơn.